# Pseudexechia sinica
Pseudexechia sinica är en tvåvingeart som beskrevs av Wu 2003. Pseudexechia sinica ingår i släktet Pseudexechia och familjen svampmyggor. Inga underarter finns listade i Catalogue of Life.